# Kalambe Turf Thane
Kalambe Turf Thane là một thị trấn thống kê (census town) của quận Kolhapur thuộc bang Maharashtra, Ấn Độ.

## Nhân khẩu
Theo điều tra dân số năm 2001 của Ấn Độ, Kalambe Turf Thane có dân số 8691 người. Phái nam chiếm 53% tổng số dân và phái nữ chiếm 47%. Kalambe Turf Thane có tỷ lệ 71% biết đọc biết viết, cao hơn tỷ lệ trung bình toàn quốc là 59,5%: tỷ lệ cho phái nam là 78%, và tỷ lệ cho phái nữ là 63%. Tại Kalambe Turf Thane, 12% dân số nhỏ hơn 6 tuổi.